# Klubbland
Artikeln handlar om låten Klubbland. För utställningen på Liseberg, se Klubbland, Liseberg.
"Klubbland" är en låt av den svenska popartisten Håkan Hellström, släppt som den tredje och sista singeln från albumet Nåt gammalt, nåt nytt, nåt lånat, nåt blått den 15 juni 2006. Låten skrevs av Hellström någon gång innan det tredje albumet men kom då aldrig med på den färdiga låtlistan utan fick istället vara med på det fjärde albumet. "Klubbland" domineras av en melodislinga på synth vilket är ett instrument som vanligtvis inte brukar användas i Hellströms låtar.
Singeln nådde som högst plats 33 på den svenska singellistan 2006. Singelns b-sida heter "För sent för edelweiss" och kom senare med på albumet med samma namn, För sent för edelweiss, i mars 2008. På det vita omslaget syns endast en gul smiley; varken Hellströms namn eller låttitel är tryckt på framsidan.
Det har inte spelats in någon video till låten, vilket hör till ovanligheterna då det gäller Hellströms singlar.

## Låtlista
Alla låtar skrivna av Håkan Hellström, utom "För sent för Edelweiss" Hellström/Björn Olsson
1. "Klubbland" – 4:17
2. "Klubbland" (Flight 2 Remix; Remixad av Joakim Åhlund) – 4:22
3. "För sent för Edelweiss" – 4:00

## Listplaceringar
| Lista (2006) | Topplacering |
| ------------ | ------------ |
| Sverige      | 33           |

### Fotnoter
1. ↑  Placeringar på den svenska singellistan. Läst 8 oktober 2010.